# Imi (mère de Montouhotep IV)
Pour les articles homonymes, voir Imi.
Imi est connue par une seule inscription du Ouadi Hammamat dans laquelle elle est qualifiée de « Mère du roi », Montouhotep IV. Aucun autre titre n'est mentionné, questionnant ainsi la relation liant Imi et son fils Montouhotep IV au prédécesseur de ce dernier, le roi Montouhotep III. Malgré ceci, il est souvent considéré comme le fils de ce dernier, faisant ainsi d'Imi l'épouse (ou peut-être une simple concubine) du roi Montouhotep III,.